# Return to Fantasy
Return to Fantasy je osmé studiové album britské rockové skupiny Uriah Heep.
Na tomto albu se představil zkušený baskytarista John Wetton.
Původní vydání na vinylu mělo rozevírací obal s texty uvnitř.
Skupina se konečně dostala do UK Top 10, kde album dosáhlo #7. Return to Fantasy zůstává jedním z nejlépe prodávaných alb skupiny Uriah Heep. Singly z tohoto alba byly "Return to Fantasy" a "Prima Donna".

## Seznam skladeb
1. "Return to Fantasy" (Hensley, Byron) – 4:29
2. "Shady Lady" (Hensley, Box, Byron, Kerslake) – 3:38
3. "Devil's Daughter" (Byron, Box, Hensley, Kerslake) – 4:27
4. "Beautiful Dream" (Hensley, Byron, Box, Kerslake) – 3:39
5. "Prima Donna" (Byron, Box, Kerslake, Hensley) – 2:43
6. "Your Turn to Remember" (Hensley) – 2:56
7. "Showdown" (Hensley, Box, Byron, Kerslake) – 5:59
8. "Why Did You Go" (Box, Byron, Hensley, Kerslake) – 3:39
9. "A Year or a Day" (Hensley) – 6:10
Bonusy na rozšířené de-luxe reedici z roku 2004:
10. "Shout It Out"(Ken Hensley) - 3:35
11. "The Time Will Come"(UH) - 4:08
12. "Prima Donna"(UH) (Alternate demo version) - 4:06
13. "Why Did You Go"(UH) (Alternate demo version) - 5:19
14. "Showdown"(UH) (Alternate demo version) - 4:18
15. "Beautiful Dream"(UH) (Alternate demo version) - 5:49
16. "Return To Fantasy"(Ken Hensley, David Byron) (Extended Version) - 7:14

## Sestava
- David Byron – zpěv
- Ken Hensley – klávesy, kytara, zpěv
- Mick Box – kytara
- John Wetton – baskytara, mellotron, zpěv
- Lee Kerslake – bicí